# おはっス道場 鉄拳!角ちゃん
『おはっス道場 鉄拳!角ちゃん』（おはっスどうじょう てっけん かくちゃん）は飯田清による漫画作品。『月刊コロコロコミック』誌上において2001年7月号から2002年8月号まで連載されていた。
テレビ東京系列の朝の子供番組『おはスタ』で2000年4月から2007年3月までレギュラーを務めた番長（松風雅也）とそれの師匠という設定となっている角ちゃん（角田信朗）を題材にしている。
主な登場人物は番長と角ちゃんの二人しかおらず、番長が角ちゃんにいつも振りまわされることが多い。

## 登場人物
番長
物語の主人公。漫画の最後に角ちゃんのせいでケガをすることが多い。
角ちゃん
番長の友達。いつも無自覚に迷惑な行動をとり、番長を振り回しているが、反省の色はない。